# Drosophila variabilis
Drosophila variabilis är en tvåvingeart som beskrevs av Elmo Hardy 1965. Drosophila variabilis ingår i släktet Drosophila och familjen daggflugor.
Artens utbredningsområde är Hawaii.